# Manvendra Singh Gohil

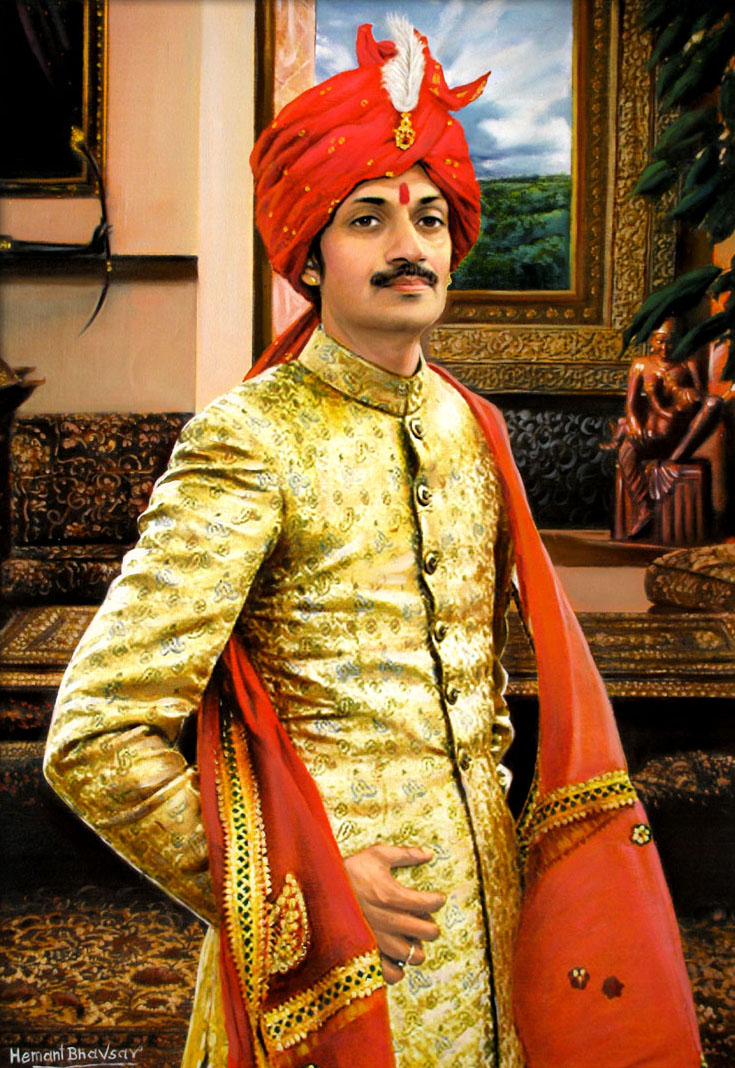
Manvendra Singh Gohil

Manvendra Singh Gohil (* 23. September 1965 in Ajmer, Rajasthan) ist ein indischer Prinz und LGBT- und AIDS-Aktivist.

## Leben
Manvendra wurde als Prinz der hinduistischen Fürstenfamilie von Rajpipla geboren. Sein Vater ist Shri Raghubir Singhji Rajendrasinghji Sahib, der den Titel des Maharaja von Rajpipla 1963 übernahm.
Manvendra wurde an der Scottish High School und danach am Amrutben Jivanlal College of Commerce und Economics in Mumbai unterrichtet. Im Januar 1991 ging Manvendra eine von seinen Eltern arrangierte Ehe ein, die jedoch nicht vollzogen wurde. Nach seiner Scheidung hatte Manvendra sein öffentliches Coming Out.
Manvendra war zu Gast in verschiedenen Fernsehtalksendungen, unter anderem der Oprah Winfrey Show in den Vereinigten Staaten und in der Sendung Undercover Princes des britischen Senders BBC Three, einer Reality-TV-Sendung, in der drei Mitglieder verschiedener Königshäuser unter einem Decknamen im Vereinigten Königreich lebten, um eine Partnerin bzw. einen Partner zu finden.
Manvendra ist Vorsitzender der Stiftung Lakshya Trust, die AIDS-Projekte in Indien unterstützt und im Vorstand der AIDS-Organisation Asia Pacific Coalition on Male Sexual Health (APCOM) Er ist Gründungsmitglied des Vereins Sexual Health Action Network.
Die Stiftung Lakshya Trust gewann 2006 den Civil Society Award.